# Метод Проні
Метод Проні — чисельний метод, який дозволяє визначити параметри суми експоненціальних функцій за кількома вимірами.
Розроблений Гаспаром де Проні в 1795 р. при вирішенні практичного завдання про випаровування суміші рідин.

## Використання
- Метод застосовується для удосконалення якості зображень.
- Окрім оцінювання частот та кутових координат джерел сигналів в цифрових антенних решітках, метод Проні може бути використаний в радіолокації для розрізнення цілей по дальності[2].